# Olesicampe monticola
Olesicampe monticola là một loài tò vò trong họ Ichneumonidae.